# 博特鲁尼奥
博特鲁尼奥（義大利語：Botrugno），是意大利莱切省的一个市镇。总面积9平方公里，人口2916人，人口密度324.0人/平方公里（2009年）。ISTAT代码为075009。